# 新郑轩辕庙
新郑轩辕庙位于河南省新郑市，为全国重点文物保护单位，包括黄帝故里和具茨山风后岭古迹群，均为黄帝的祭祀庙宇，其中黄帝故里在每年农历三月初三都会举办黄帝故里拜祖大典。

## 轩辕庙（黄帝故里）
黄帝故里位于新郑老城北关，为一处岗地，俗称“轩辕丘”，丘上有轩辕庙，又称“轩辕故里祠”。轩辕庙始建年代不详，从庙前的明朝砖桥可知，始建年代应不晚于明，现存建筑则建于清朝。轩辕庙坐北朝南，有大门、大殿、东西配殿等建筑。大门面阔三间，进深一间，单檐硬山顶，覆灰筒瓦，黄色琉璃瓦剪边，琉璃脊。正面额上悬横匾，书“黄帝故里”。大门两侧各有担房三间，院内有台，台后为大殿，大殿前有卷棚，面阔五间，进深一间，门上悬横匾，由贺敬之题“文明始祖”四字。卷棚后紧接大殿，面阔五间，进深三间，为单檐硬山顶，覆绿色琉璃瓦，正脊为琉璃龙吻脊，浮雕龙戏牡丹，正中立狮驮宝瓶。殿内正中有黄帝坐像一尊，上方悬横匾，由程思远题“人文始祖”，殿内四壁绘黄帝活动壁画。东西配殿各三间，均为单檐硬山顶，覆灰筒瓦。其中东配殿内供黄帝元妃先蚕嫘祖像，西配殿供黄帝四妃先知嫫母像。
轩辕庙院内有数通清代碑刻，嵌于东西配殿的南侧山墙外。庙前约40米处有一座建于明隆庆四年（1570年）的砖桥，桥为圆拱券，三伏三券，宽5.55米，拱高1.9米，跨2.28米。

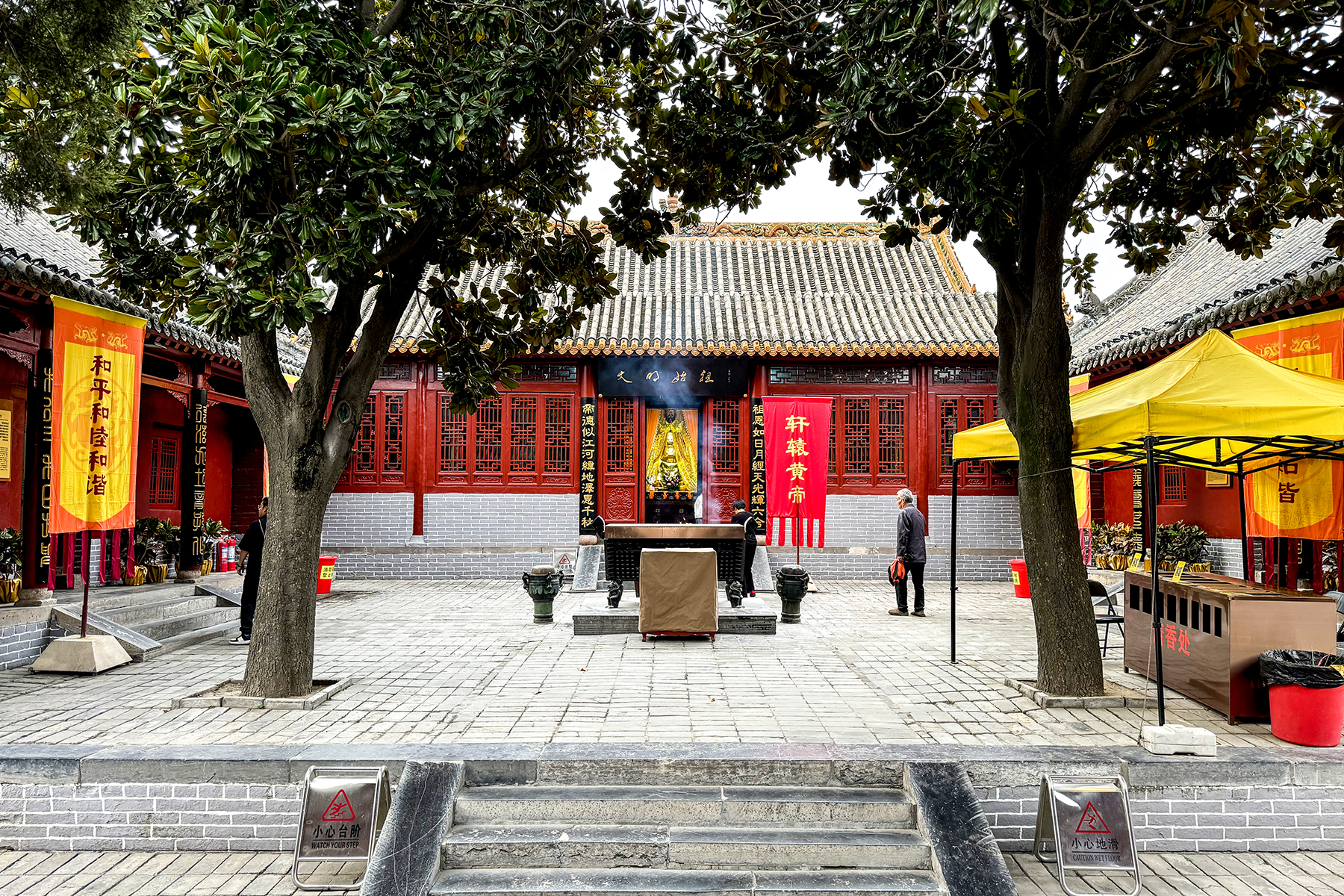
大殿
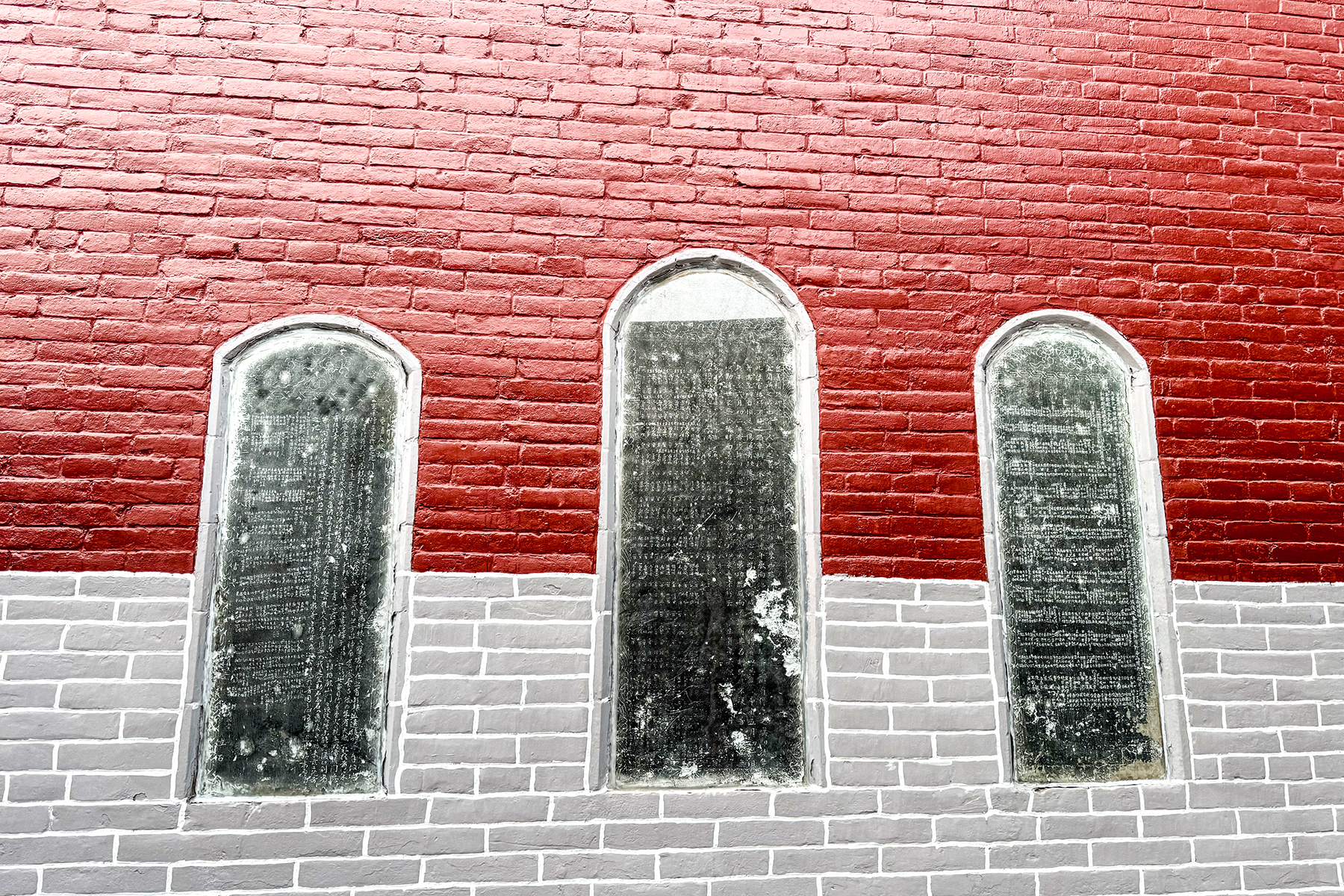
西配殿南山墙上的碑刻
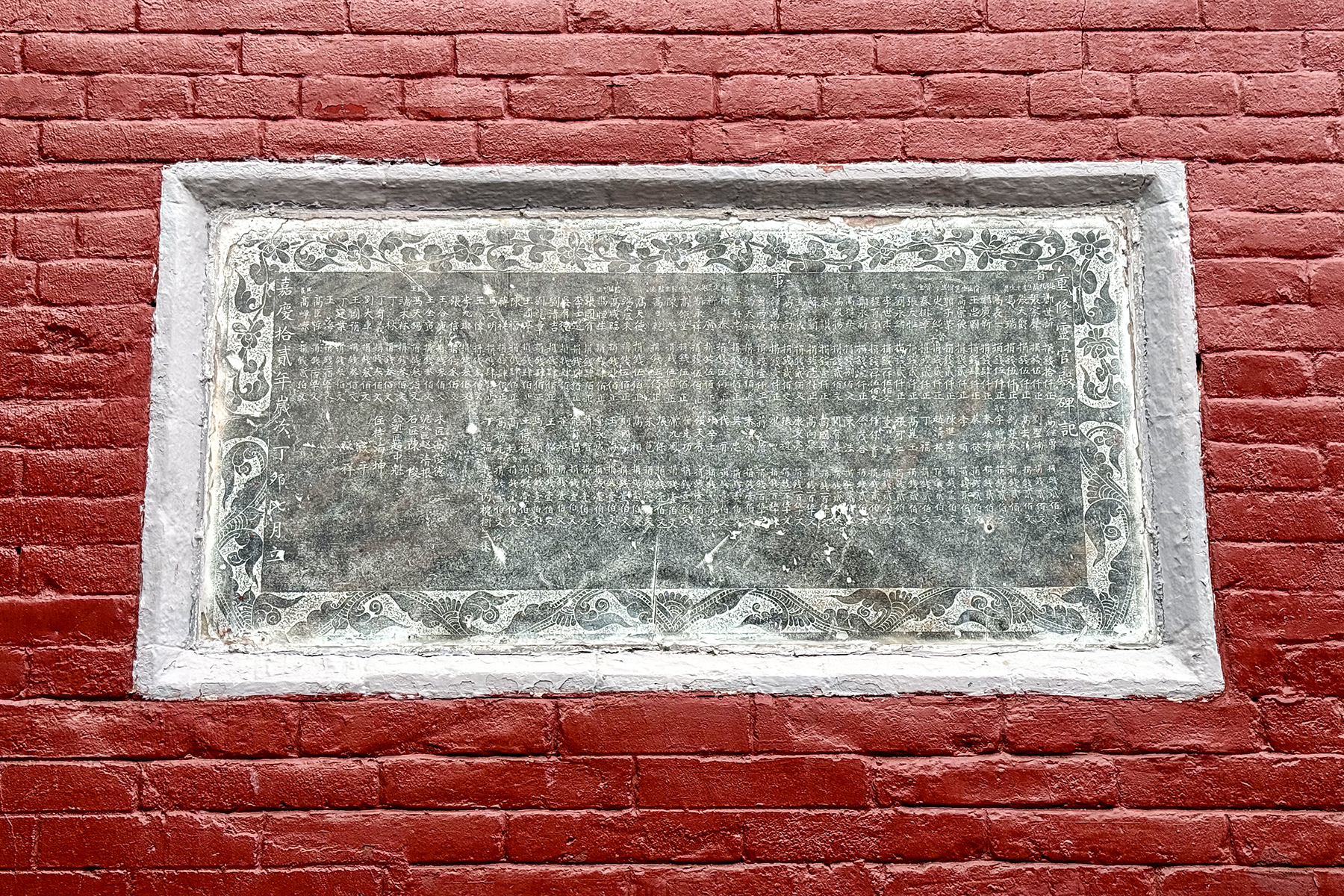
东配殿南山墙上的碑刻

## 具茨山风后岭古迹群

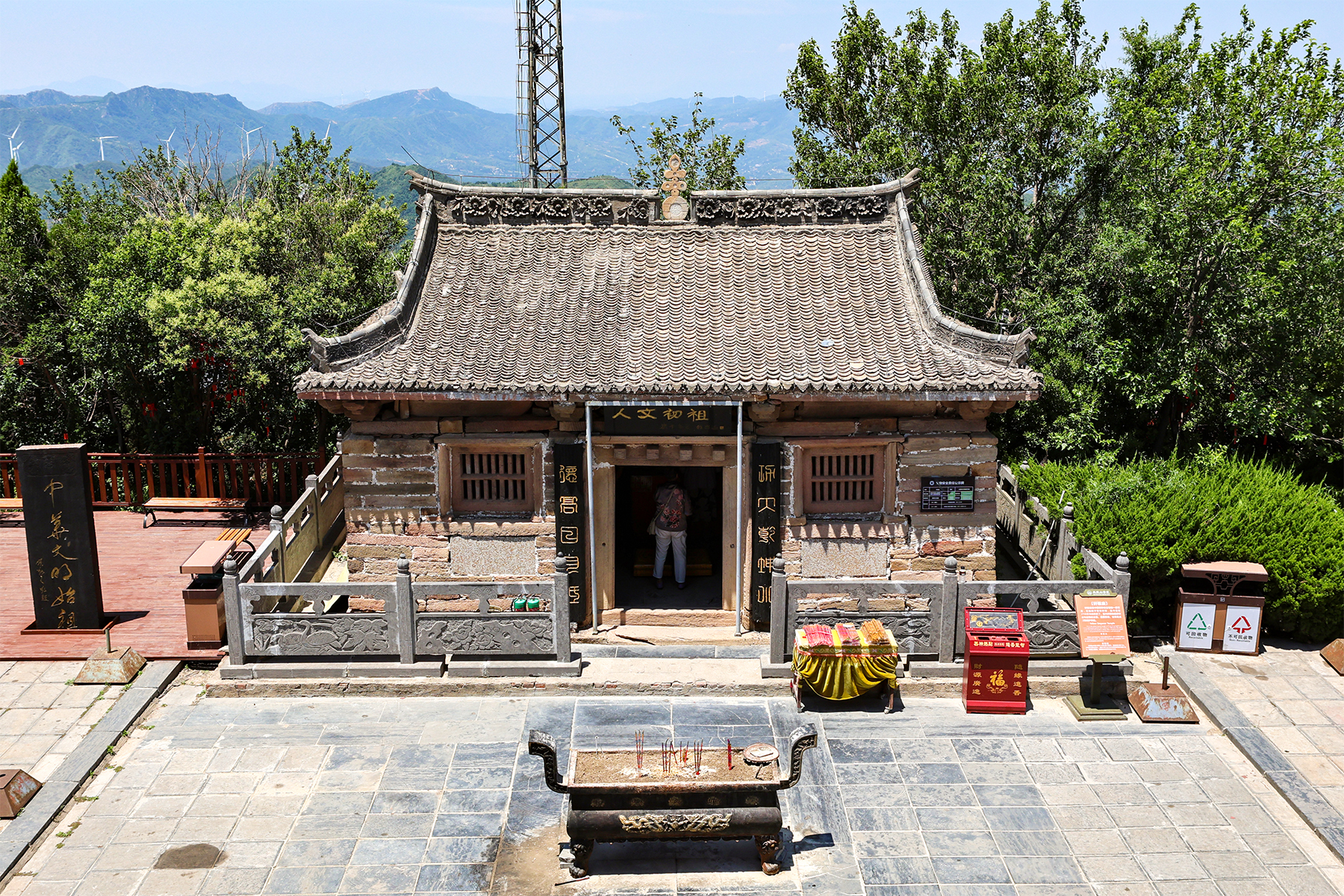
具茨山风后岭主峰上的轩辕庙

该古迹群位于新郑市西南具茨山风后岭，包括两座石殿、明代摩崖题记、石砌寨墙及明清碑刻。其中一座石殿位于风后岭主峰，坐西向东，其台基、墙身和屋顶均为石材构成。面阔三间宽7.35米，进深三间深4.80米，高约5米，建筑面积40平方米。屋顶为单檐歇山顶，覆灰板瓦，疑为近代覆加。正脊平直，正脊两端和戗脊下端均以兽首作结。正脊中央雕有“吉”字图形。庙墙正面背面四组斗拱装在立柱之上，殿内有四根石柱，上置横梁承托屋顶。正面明间辟门，高2.18米，宽1.73米，左右有立颊。两次间用直棂窗，其它三面无窗。两窗下均有嵌石，其中北侧嵌石上有题记“皇明隆庆四年三月”，可知该殿应为明隆庆年间重修。另一座石殿位于风后岭南崖半山腰处，式样类似，唯体量较小，窗为石雕方框金钱形。
风后岭上还有明清时期的碑刻数通，这些碑刻记载了风后岭上的殿宇维修情况。此外，在风后岭南半坡上还有摩崖题记“南崖轩辕宫三皇殿记”，刻于明嘉靖五年二月六日。石砌寨墙则位于风后岭半山腰，宽2-4米，高2.5-5米，长达3公里。

## 保护情况
新郑轩辕庙于2000年9月被列入第三批河南省文物保护单位，2006年5月被列入第六批全国重点文物保护单位。

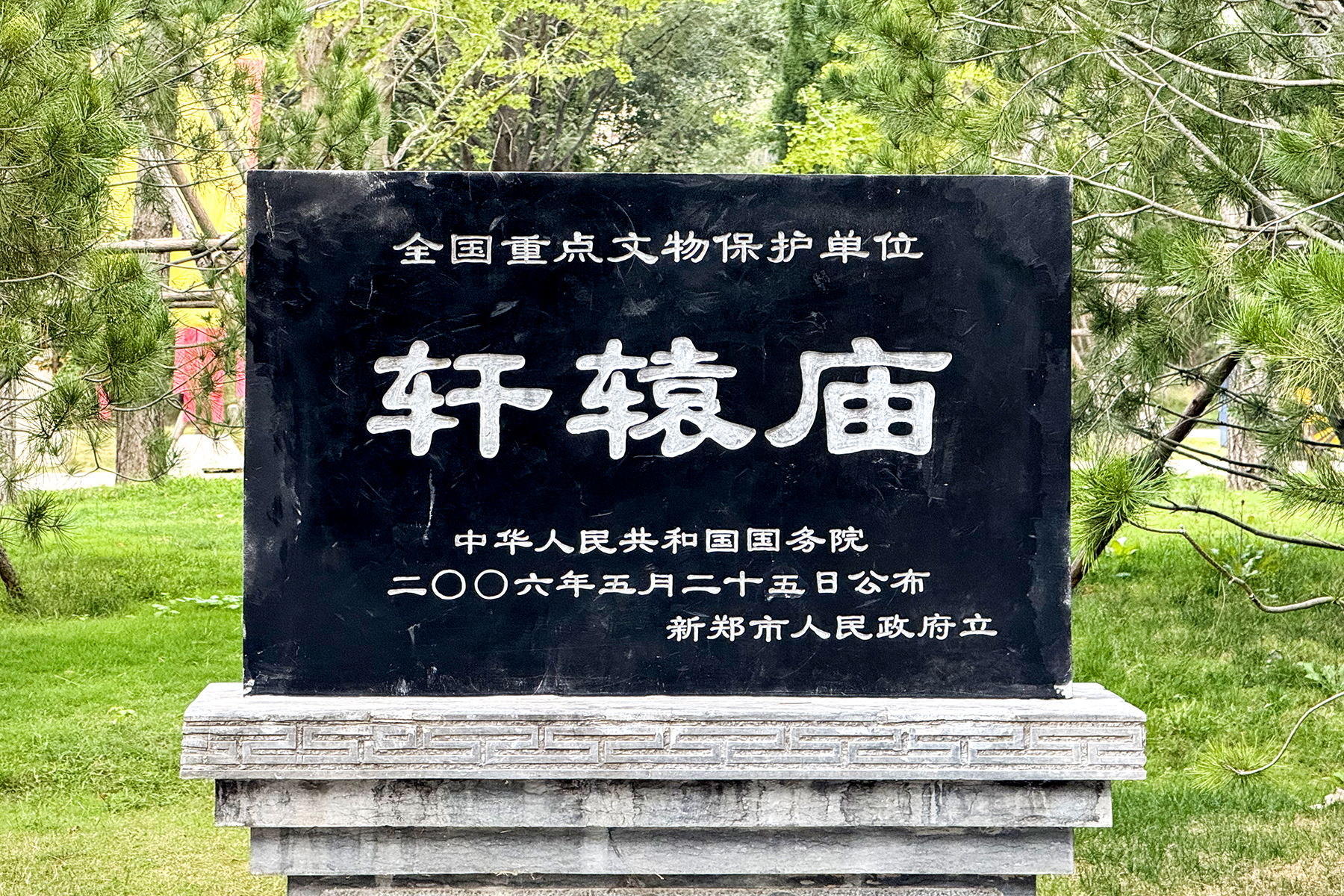
黄帝故里轩辕庙的全国重点文物保护单位标识牌
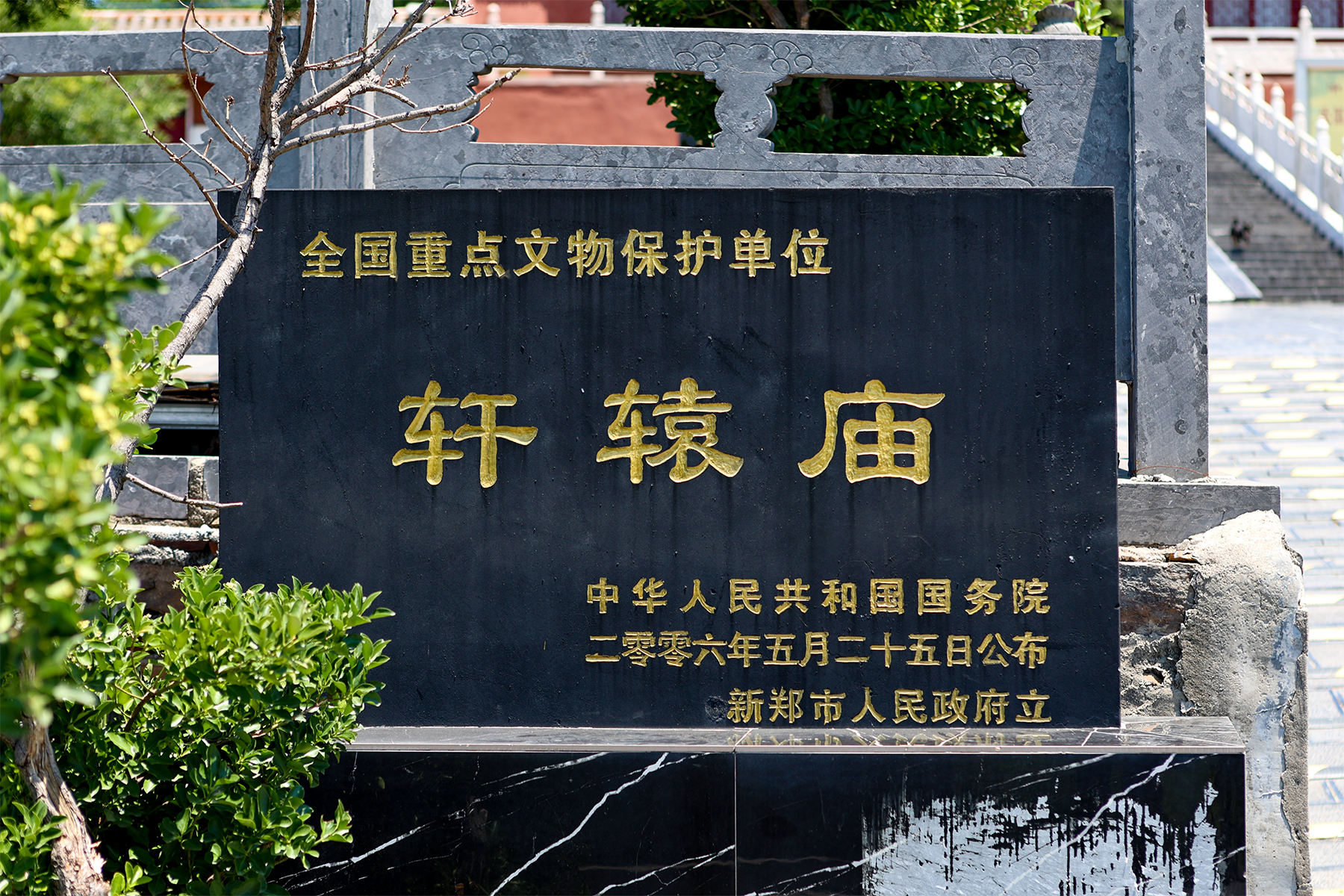
具茨山风后岭轩辕庙的全国重点文物保护单位标识牌
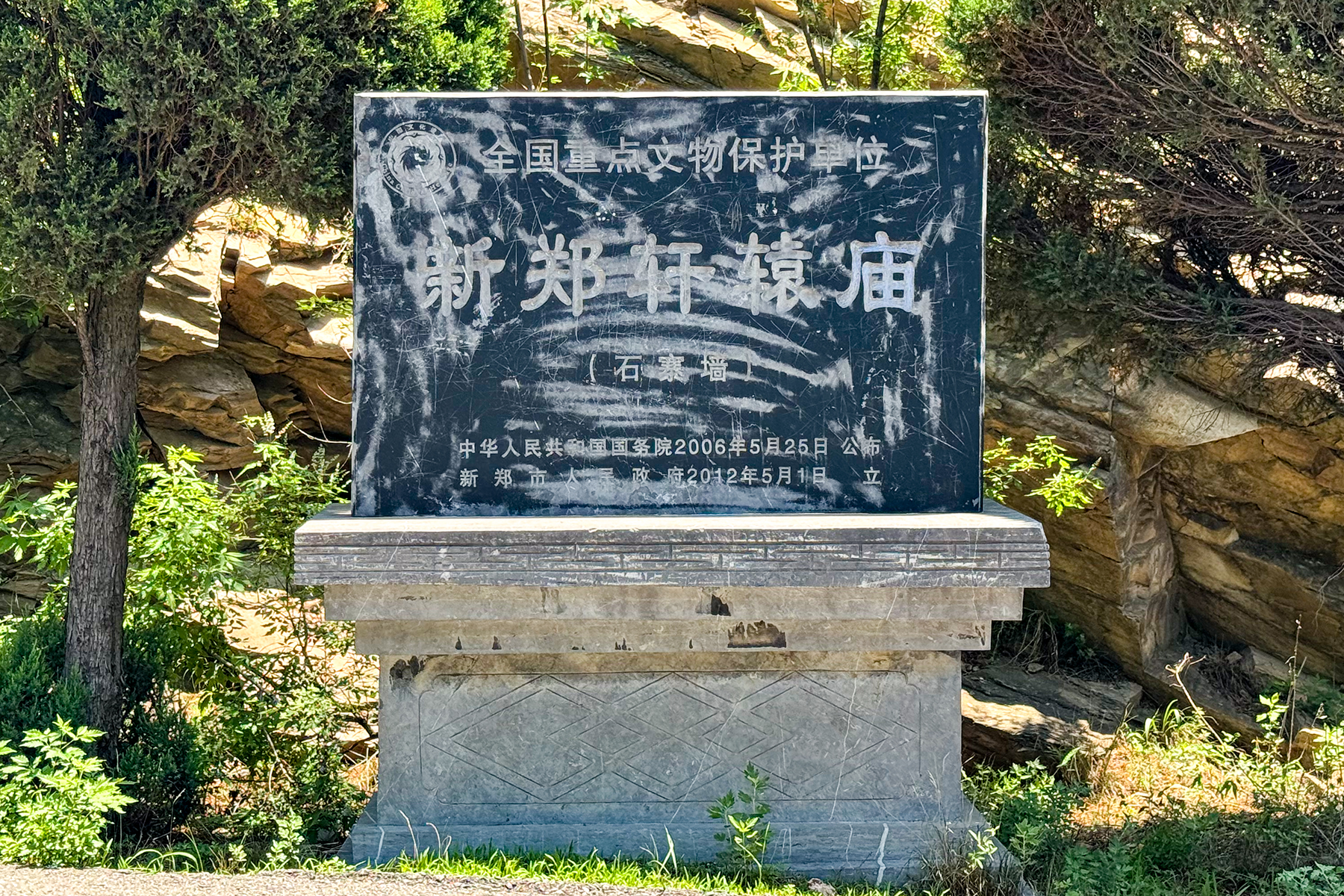
具茨山石寨墙的全国重点文物保护单位标识牌